# Belga labdarúgó-szövetség
A belga labdarúgó-szövetség neve Belga Királyi Labdarúgó-szövetség [KBVB vagy URBSFA] (flamandul: Koninklijke Belgische Voetbalbond)  [KBVB] (franciául: Union Royale Belge des Sociétés de Football-Association,) [URBSFA]. Székhelye Brüsszelben van.

## Történelme
Az egyik legrégebben 1895-ben alapított szövetség. A Nemzetközi Labdarúgó-szövetségnek 1904-től, alapításától tagja. 1954-től alapító tagja az Európai Labdarúgó-szövetségnek. Fő feladata a nemzetközi kapcsolatokon kívül, a  Belga labdarúgó-válogatott férfi és női ágának, a korosztályos válogatottak, illetve a nemzeti bajnokság szervezése, irányítása. A működést biztosító bizottságai közül a Játékvezető Bizottság (JB) felelős a játékvezetők utánpótlásáért, elméleti és fizikai képzéséért. Fejlődésének nagyon sokáig gátat szabott az amatőr szellem. 1972-ben vezették be a profizmust.

## Elnökök
- François de Keersmaecker (2006)-tól
- Jan Peeters  (2001–2005)
- Michel D'Hooghe (1987–2001)
- Louis Wouters (1967–1987)
- Georges Hermesse (1951–1967)
- Francis Dessain (1945–1951)
- Oscar van Kesbeeck (1937–1943)
- Rodolphe William Seeldrayers (1929–1937)
- Count Joseph d'Oultremont (1924–1929)
- Baron Edouard de Laveleye (1895–1924)